# St. Johannes der Täufer (Priel)

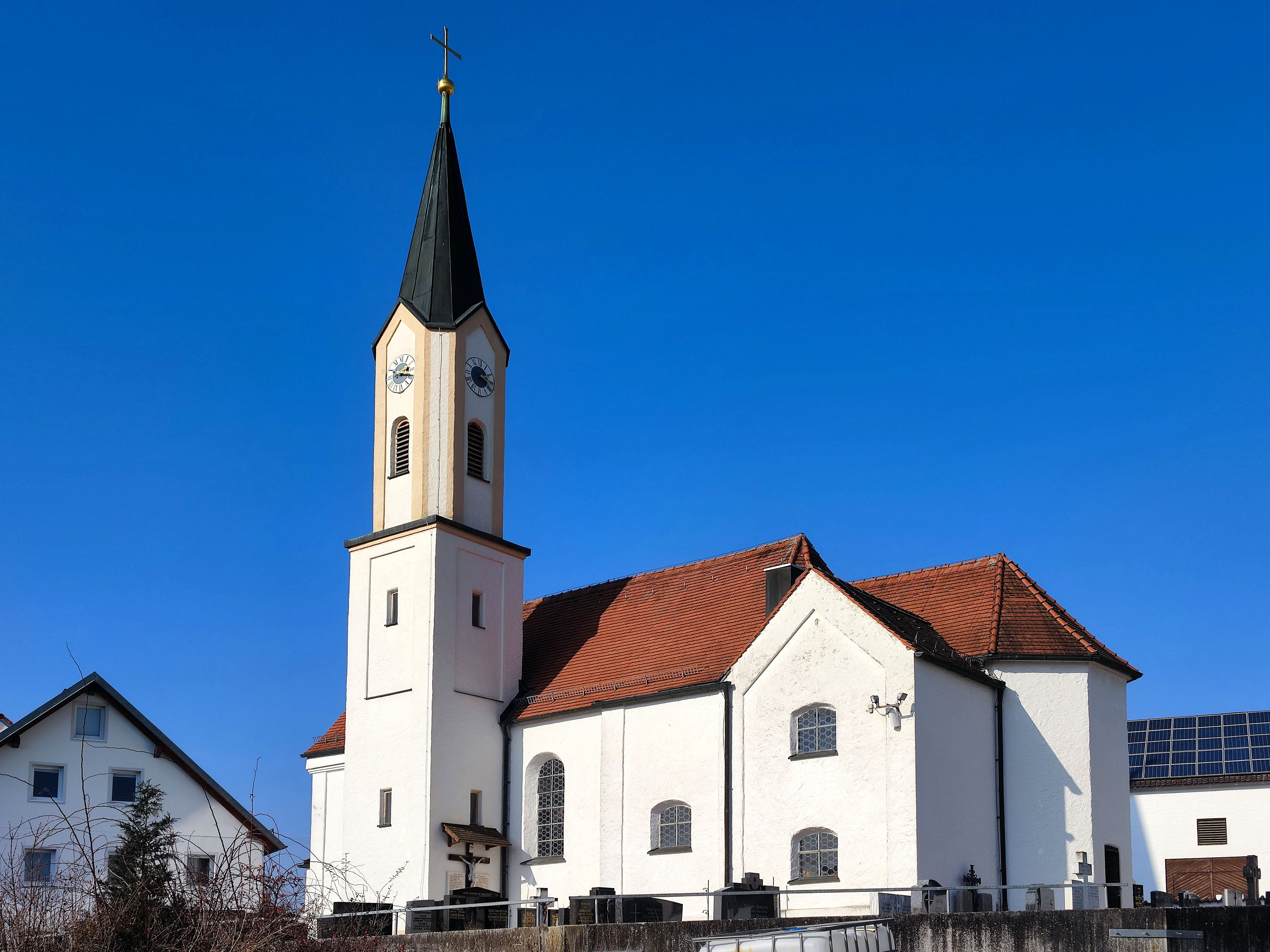
St. Johannes der Täufer in Priel

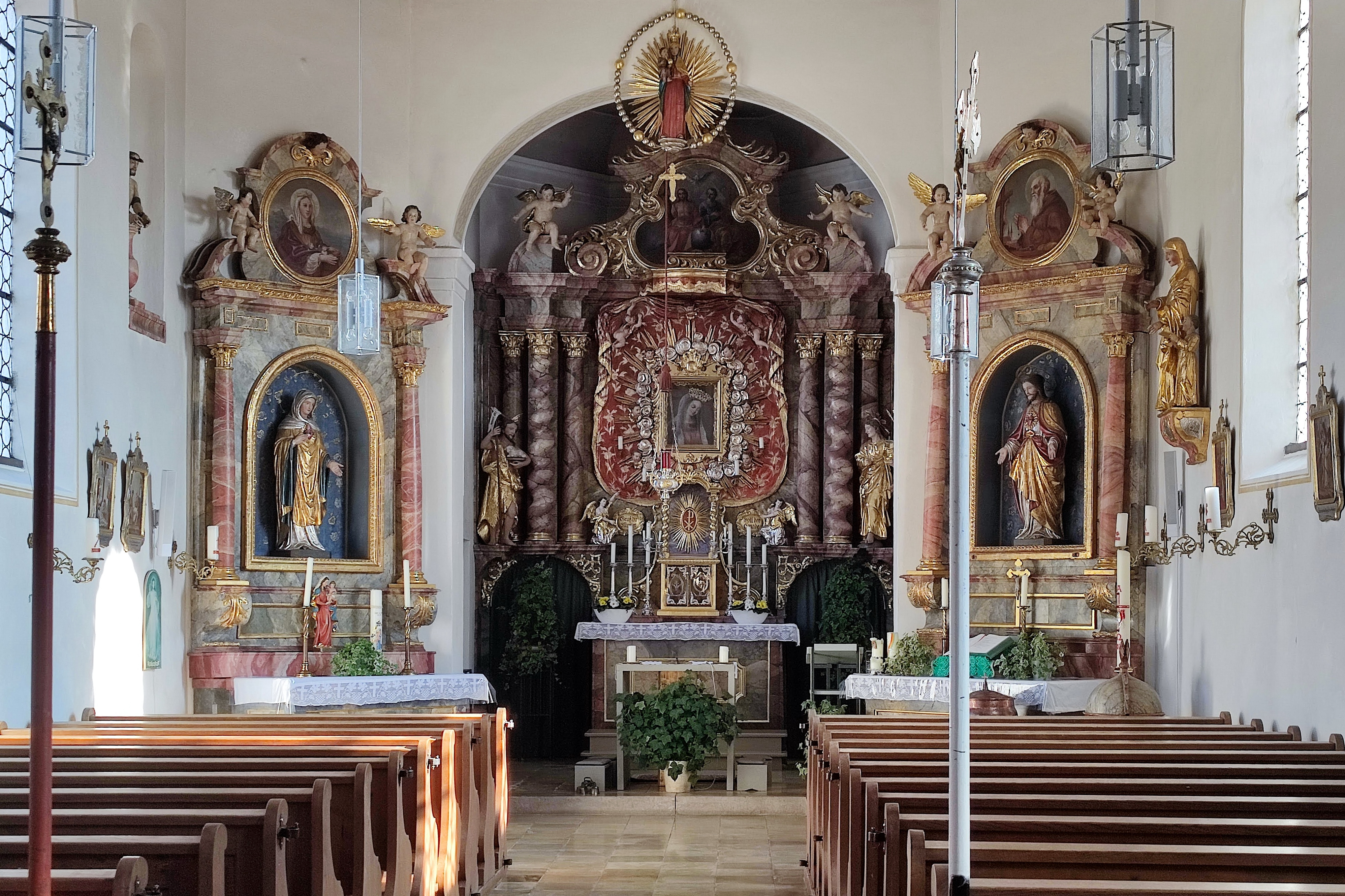
Innenraum

Die römisch-katholische Pfarrkirche St. Johannes der Täufer, auch als St. Johannes Baptist bezeichnet, steht in Priel, einem Gemeindeteil von Gammelsdorf im oberbayerischen Landkreis Freising. Sie ist in der Liste der Baudenkmäler in Gammelsdorf als Baudenkmal unter der Nr. D-1-78-125-10 eingetragen. Die Kirche gehört zum Dekanat Freising im Erzbistum München und Freising.

## Beschreibung
Die barocke Saalkirche besteht aus dem 1824 nach Westen verlängerten Langhaus und dem eingezogenen, dreiseitig geschlossenen Chor im Osten, an den im 18. Jahrhundert an der Südwand die Sakristei mit einem Oratorium im Obergeschoss angefügt wurde. Der mit einem spitzen Helm bedeckte Kirchturm auf quadratischem Grundriss steht an der Südseite des Langhauses. In seinem achteckigen Obergeschoss sind die Turmuhr und der Glockenstuhl untergebracht.
Die Deckenmalerei im  Innenraum  des Chors wurde im 18. Jahrhundert ausgeführt. Der Hochaltar wird von den Skulpturen des Johannes des Täufers und des Evangelisten Johannes flankiert. Im Mittelpunkt des mit Säulen gestalteten Altars befindet sich vor einem roten, von Engeln gehaltenen reliefartig geschnitzten Vorhang in einem reich verzierten Goldrahmen ein rechteckiges Gemälde. Es ist von einem Kranz von Rosen umgeben und zeigt das Brustbild einer bekrönten Muttergottes, die lächelnd den Blick nach unten richtet. Herkunft und Alter des Gemäldes sind offenbar nicht bekannt. Im Altarauszug ist die Heilige Dreifaltigkeit dargestellt.